# フランソワーズ・アルディ
フランソワーズ・アルディ（Françoise Hardy、1944年1月17日 - 2024年6月11日）は、フランスの歌手、シンガーソングライター、女優。
1960年代にイエイエ・スタイルで登場して以来、世界の女性アーティストに大きな影響を与えてきた。夫はミュージシャンで俳優でもあるジャック・デュトロン。

## 来歴
彼女は、パリ9区ドマル通り界隈で生まれた。1962年に「男の子と女の子（Tous Les Garçons Et Les Filles）」でデビューした。1960年代には歌手、女優として活躍。フランス語圏の人気にとどまらず、特にイギリスで人気が上昇した。人気に伴い、ジャン＝リュック・ゴダール監督の『男性・女性』、1966年のアメリカ映画『グラン・プリ』など数作の映画に出演した。
1968年、アメリカのマーガレット・ホワイティングがオリジナルの「It Hurts to Say Goodbye」にフランス語詞がついた「さよならを教えて（Comment te dire adieu）」を発表した。この曲はアメリカ人のアーノルド・ゴーランドとジャック・ゴールドが書いた曲が原曲であり、マーガレット・ホワイティングの1966年のアルバムに収録されている。同曲のフランス語歌詞を担当したのがセルジュ・ゲンスブールだった。以来、ゲンスブールおよびゲンスブールの妻だったジェーン・バーキンと親しくなった。同曲は1967年に、アメリカのヴェラ・リン、カナダのジネット・リンもカバーしている。「さよならを教えて」は日本では5年後の1973年にヒットした。なおゲンスブールは「Kiss me Hardy」という曲も書いている。1960年代後半からはジョニ・ミッチェル的なシンガーソングライター・スタイルに転向し、シンガーソングライターとして、より自身の内面を表現するようになった。
1986年の日本映画『道』（東映配給、蔵原惟繕監督）の主題歌「道」を歌っている。1988年に引退宣言を行い、占星術師に転進していたが、1990年代初頭に2曲発表しカムバック。1994年には当時人気絶頂のイギリスのロック・バンド、ブラーのデーモン・アルバーンの熱心な誘いによりシングル「To The End」でデュエットした。
2003年にはバーキンのアルバム『Rendez-vous』に「Suranée」で参加し、バーキンとデュエットしている。2006年にはゲンスブールへのトリビュート・アルバム『Monsieur Gainsbourg Revisited』に「Requiem for a jerk」で参加している（このときの名義は「Faultine, Brian Molko & Françoise Hardy」）。2004年のアルバム『永遠の愛の誓い』は「21世紀のゲンスブール」と呼ばれるバンジャマン・ビオレがプロデュースした。
ユッスー・ンドゥールの「Il n'y a pas d'amour heureux」はジョルジュ・ブラッサンスのカバーで、アルディもカバーしている。レスリー・ファイストの「L'amour ne dura pas toujours」はアルディのカバーである。
日本では1979年にTBSのテレビドラマ『沿線地図』で「もう森へなんか行かない（Ma jeunesse fout l'camp）」1967年）、「私の騎士（Si mi caballero）」（1971年）が使用され、ドラマの中で繰り返し流されたことから話題を呼び、ベスト盤『もう森へなんか行かない フランソワーズ・アルディの世界』が発売された。
また荒井由実が三木聖子に提供し、のちに石川ひとみがカバーした「まちぶせ」は「さよならを教えて」のオマージュとも言われる。また、西島三重子もアルディのファンとされている。
2024年6月11日、長い闘病生活の末に亡くなったことが子息のトマ・デュトロンにより公表された。80歳没。

## ギャラリー

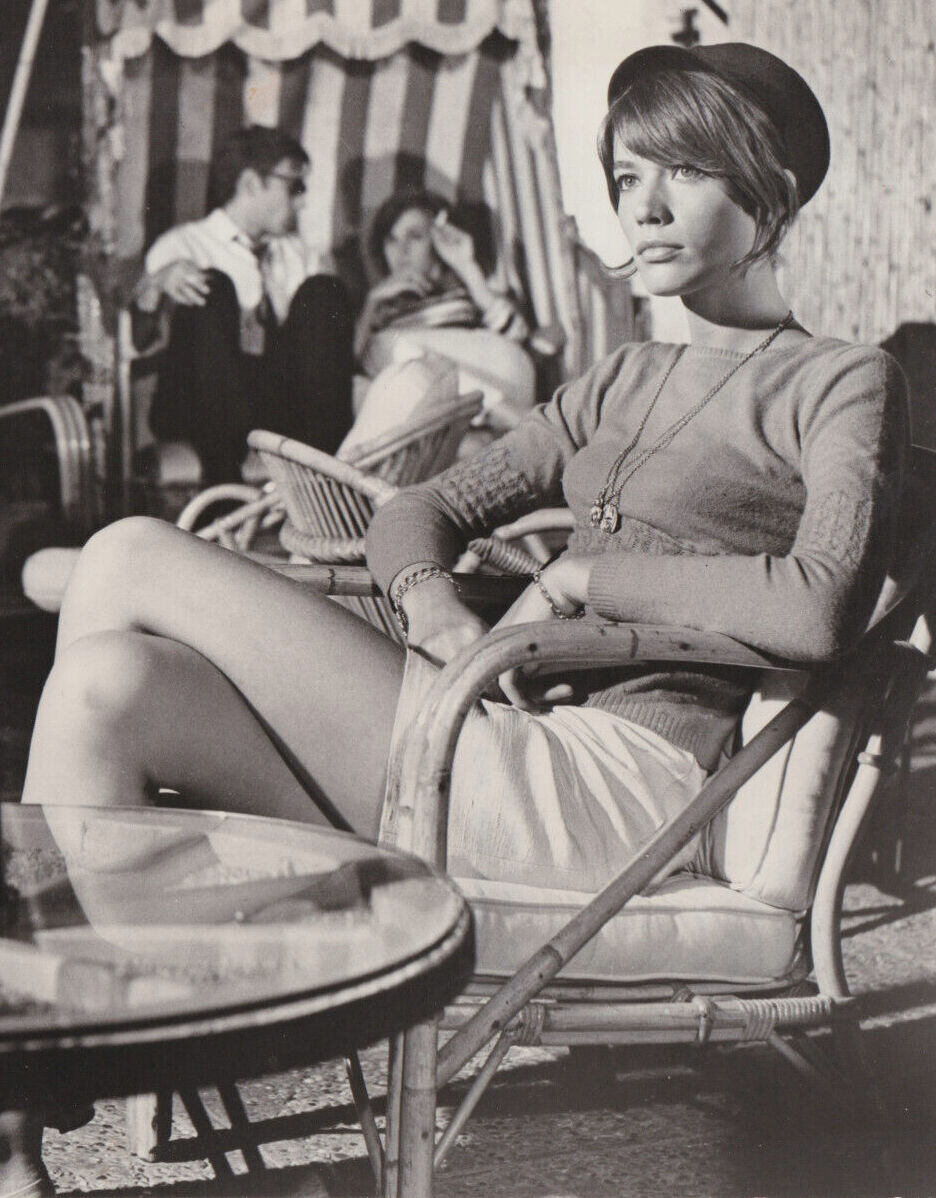
『グラン・プリ』（1966年）
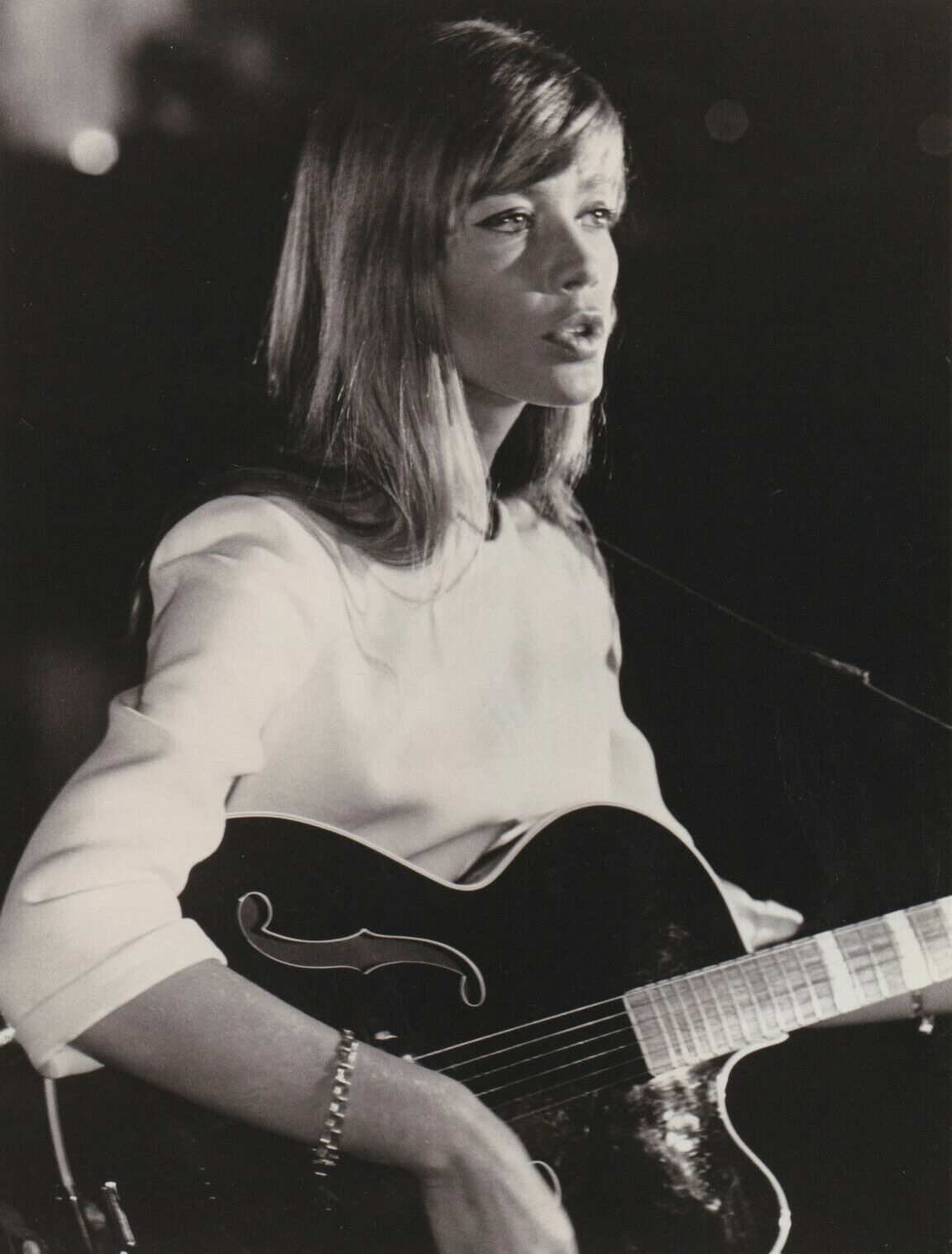
1968年
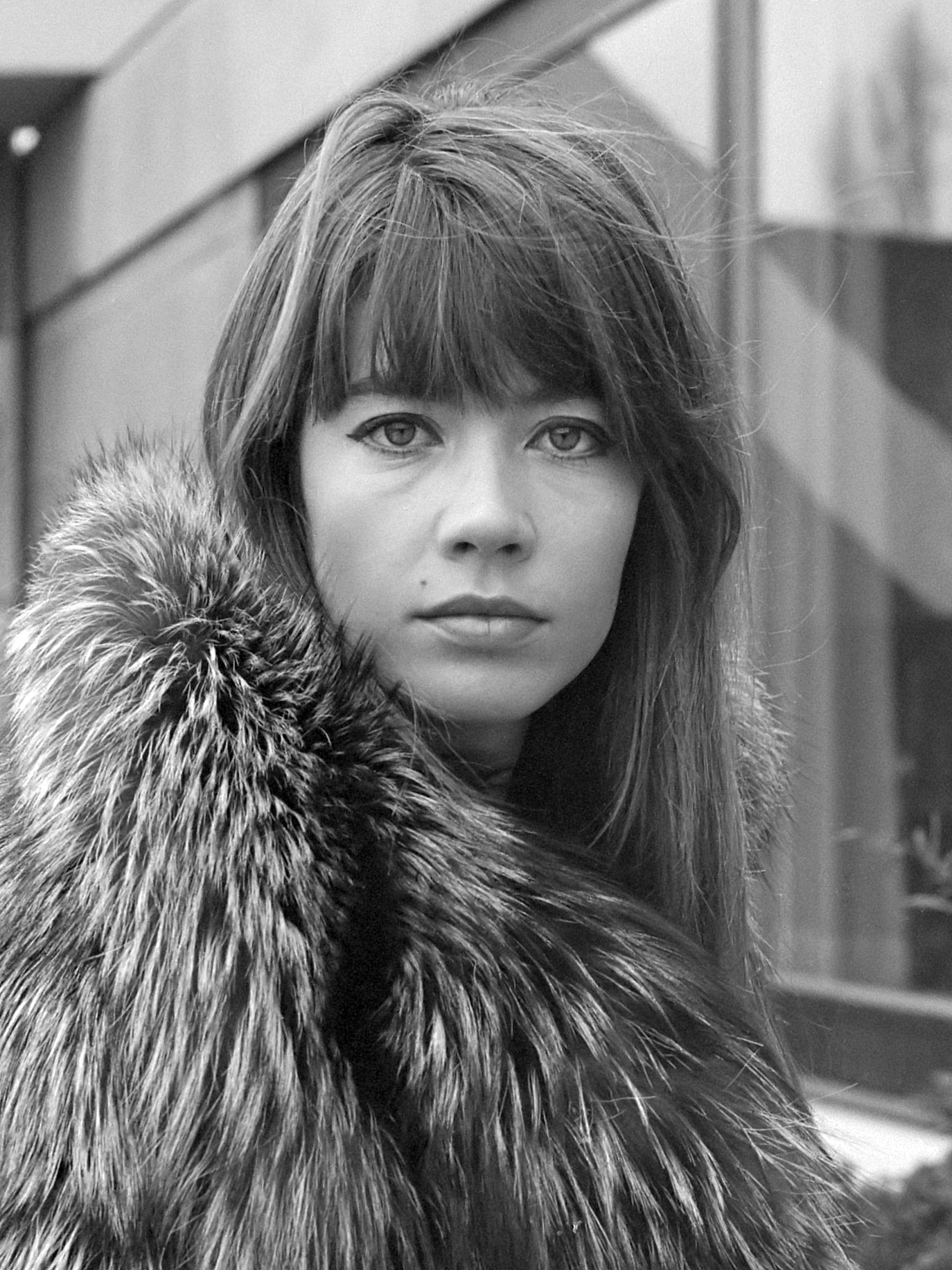
アムステルダムにて。1969年12月16日。
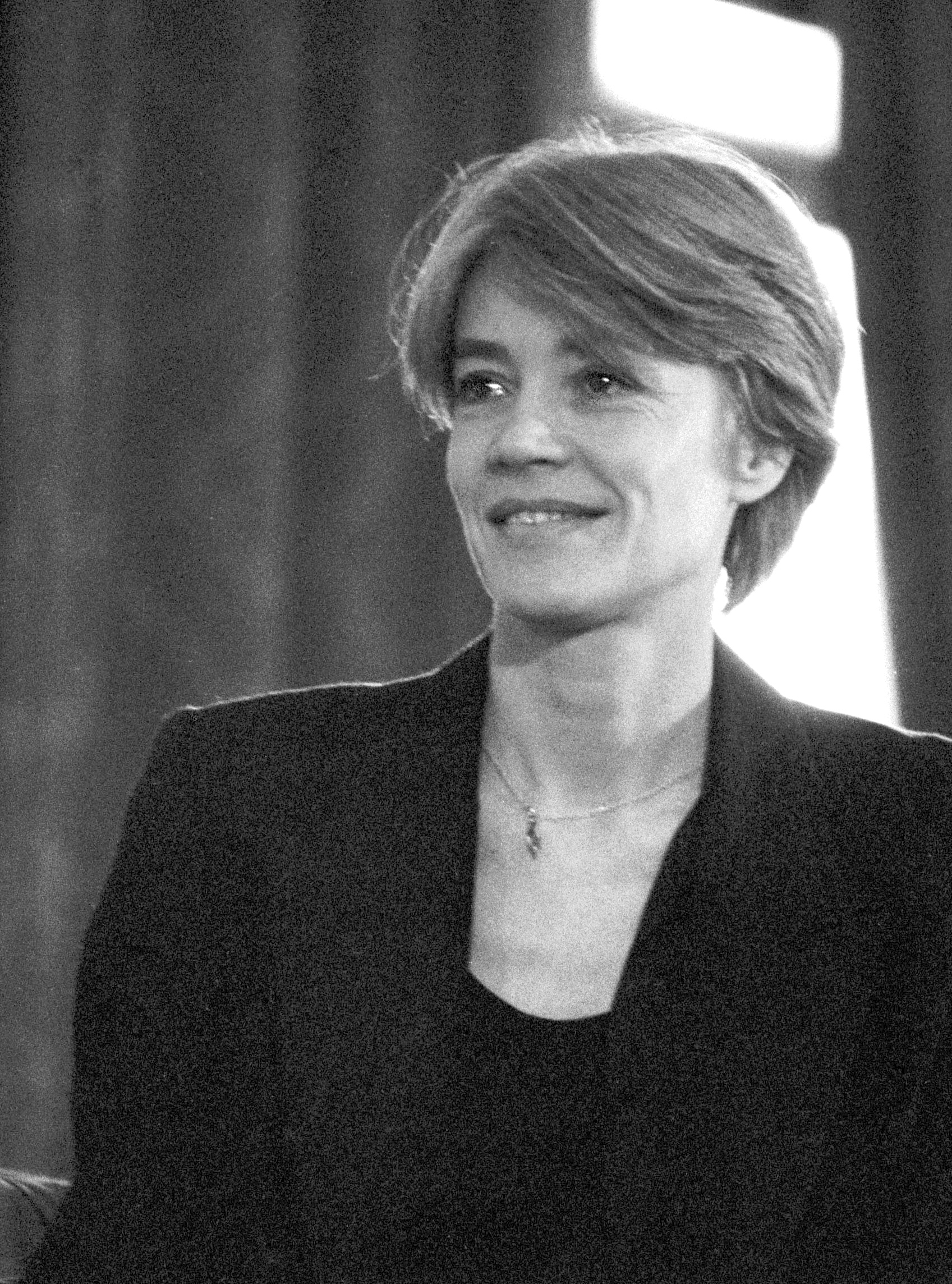
1992年

## ディスコグラフィ

### スタジオ・アルバム
※アルバム初出時に無題でアーティスト名のみの作品が多数あり邦題以外は再発時のタイトルの場合がある
- 『フランソワーズ・アルディ』 - Tous les garçons et les filles (1962年) ※旧邦題『フランソワーズ・アルディの青春 1』
- 『フランソワーズ・アルディの青春 2』 - Le Premier Bonheur du jour (1963年)
- Françoise Hardy canta per voi in italiano (1963年)
- 『フランソワーズ・アルディの青春 3』 - Mon amie la rose (1964年)
- In Deutschland (1965年) ※ドイツ盤のみ
- 『フランソワーズ・アルディの青春 4』 - L'amitié (1965年)
- 『イン・イングリッシュ』 - In English (1966年)
- 『フランソワーズ・アルディの青春 5』 - La maison où j'ai grandi (1966年)
- 『もう森へなんか行かない』 - Ma jeunesse fout le camp... (1967年)
- 『青春時代』 - En anglais (1968年)
- 『さよならを教えて』 - Comment te dire adieu (1968年)
- One-Nine-Seven-Zero (1969年)
- 『アルディのおとぎ話』 - Soleil (1970年)
- Träume (1970年) ※ドイツ盤のみ
- 『私の詩集』 - La Question (1971年)
- 『私の好きな歌/フランソワーズ・アルディ・6』 - If You Listen (1972年)
- 『私生活』 - Et si je m'en vais avant toi (1972年)
- 『私小説』 - Message personnel (1973年)
- 『夜のフランソワーズ』 - Entr'acte (1974年)
- 『星空のフランソワーズ』 - Star (1977年)
- 『山羊座の女』 - Musique saoule (1978年)
- 『ジン・トニック』 - Gin tonic (1980年)
- 『魔法をとめないで』 - À suivre... (1981年)
- 『時の旅人たちへ』 - Quelqu'un qui s'en va (1982年)
- 『デカラージュ』 - Décalages (1988年) ※旧邦題『プロフィール』
- 『ル・ダンジェ～危険な香り』 - Le Danger (1996年)
- Clair-obscur (2000年)
- 『永遠の愛の誓い』 - Tant de belles choses (2004年)
- Parenthèses (2006年)
- La Pluie sans parapluie (2010年)
- L'Amour fou (2012年)
- Personne d'autre (2018年)

### 主なコンピレーション・アルバム
- 『パリの妖精』 - Le Palmarès (1966年)
- 『友情』 - Chansons... (1967年)
- 『フランソワーズ・アルディ世界を歌う』 - International Stars (1969年)
- 『フランソワーズ・アルディ・グレイテスト・ヒット』 - Les Grands Succès De Françoise Hardy - Greatest Hits (1970年)
- 『フランソワーズ』 - Françoise (1970年)
- 『愛の妖精』 - Chansons (1971年)
- 『フランソワーズ・アルディの日々』 - Françoise Hardy (1974年)
- 『フランソワーズ・アルディ』 - Gold Disc (1974年)
- 『もう森へなんか行かない フランソワーズ・アルディの世界』 - Ma jeunesse fout le camp (1979年)
- 『フランソワーズ・アルディ』 - The New Best Collection (1981年)
- 『さよならを教えて フランソワーズ・アルディヒット集』 - The Greatest Hits (1982年)
- 『もう森へなんか行かない グレーテスト・ヒッツ』 - Greatest Hits - Ma Jeunesse Fout L'camp (1983年)
- Les Grands succès de Françoise Hardy (1983年)
- 『V.I.P. (ベスト)』 - Françoise Hardy (1986年)
- 『男たちと女たち』 - Tous Les Garçons Et Les Filles & Other Hits (1989年)
- Les Années Flarenasch (1980 – 1990) (1993年)
- L’intégrale Disques Vogue 1962/1967 (1995年)
- Les Années Vogue 1962-1967 (1999年)
- 『告白』 - Messages personnels (2002年)
- 『エッセンシャル』 - L'Essentiel (2004年)
- 100 chansons (2007年)
- 『ミッドナイト・ブルーズ』 - Midnight Blues - Paris • London • 1968-72 (2013年)

### ボックス・セット
- Françoise Hardy (1983年)
- La Collection 62 - 66 (2009年)
- Message personnel (40e anniversaire) (2013年)

## 日本のテレビ番組出演
- 『ミュージックフェア』（フジテレビ、1974年5月7日）